# Gerda Krämer
Gerda Krämer (* 7. Oktober 1945 in Dissen am Teutoburger Wald) ist eine deutsche Politikerin (SPD). Von 2001 bis 2008 war sie Mitglied des Niedersächsischen Landtags. Sie ist verheiratet und hat ein Kind.
Nach dem Besuch der Volksschule machte Krämer eine Lehre zur Industriekauffrau. Von 1976 bis zu ihrem Einzug in den Landtag war sie bei ALDI in Rinteln tätig, darunter seit 1990 als Betriebsrätin. Seit 1984 ist Krämer Mitglied der SPD. Sie ist Vorsitzende des Ortsvereins Melle und des Kreisverbandes Osnabrück. Von 1991 bis 2001 war sie Mitglied im Ortsrat von Melle und seit 1991 Mitglied im Meller Stadtrat. Zwischen 1996 und 2001 war sie außerdem Kreistagsabgeordnete des Landkreises Osnabrück. Dem Niedersächsischen Landtag gehörte sie von 2001 bis 2008 an.
Krämer ist zudem Mitglied von ver.di und der Arbeiterwohlfahrt.